# 拉耶萨
拉耶萨（西班牙語：La Yesa）是西班牙巴伦西亚自治区巴伦西亚省的一个市镇。总面积85平方公里，总人口252人（2001年），人口密度3人/平方公里。